# HNoMS Uredd (P41)
Pour les autres navires du même nom, voir HNoMS Uredd et P41.
Le HMS P41 (Pennant number: P41) est un sous-marin de la classe Umpire de la Royal Navy. Il a été construit en 1941 par Vickers-Armstrongs à Barrow-in-Furness (Angleterre).
Il a été transféré à la Marine royale norvégienne en exil avant la fin de sa mise en service et a été rebaptisée HNoMS Uredd. Il est le seul sous-marin norvégien à avoir été coulé jusqu'à présent, avec un autre de la classe B en 1940.

## Conception et description
Le P41  fait partie du troisième groupe de sous-marins de classe U qui a été légèrement élargi et amélioré par rapport au deuxième groupe précédent de la classe U. Les sous-marins avaient une longueur totale de 60 mètres et déplaçaient 549 t en surface et 742 t en immersion. Les sous-marins de la classe U avaient un équipage de 31 officiers et matelots.
Le P41 était propulsé en surface par deux moteurs diesel fournissant un total de 615 chevaux-vapeur (459 kW) et, lorsqu'il était immergé, par deux moteurs électriques d'une puissance totale de 825 chevaux-vapeur (615 kW) par l'intermédiaire de deux arbres d'hélice. La vitesse maximale était de 14,25 nœuds (26,39 km/h) en surface et de 9 nœuds (17 km/h) sous l'eau.
Le P41 était armé de quatre tubes lance-torpilles de 21 pouces (533 mm) à l'avant et transportait également quatre recharges pour un grand total de huit torpilles. Le sous-marin était également équipé d'un canon de pont de 3 pouces (76 mm).

## Histoire
Commandé le 11 mars 1940, le sous-marin est posé au chantier naval Vickers-Armstrongs de Barrow-in-Furness le 15 octobre 1940, et lancé le 24 août 1941.
Il a été transféré au commandement norvégien le 7 décembre 1941. Il a servi principalement comme patrouilleur au large des côtes de la Norvège occupée par les nazis, et a finalement accompli un total de sept missions réussies pour la Marine royale norvégienne, coulant plusieurs navires allemands.
En février 1943, il est chargé, sous le commandement de Rolf Q. Røren, de déposer six soldats du Kompani Linge à Bodø dans le cadre de l'opération Seagull - puis de se rendre sur l'île de Senja pour y récupérer deux sous-mariniers français qui avaient été abandonnés par le sous-marin français Junon.
Le contact avec l'Uredd a été perdu et on pense qu'il a été coulé dans un champ de mines allemand le 10 février. La marine royale norvégienne l'a officiellement déclaré perdu le 20 février 1943, la marine royale le 28 février.
En 1985, le HNoMS Tana a découvert l'épave de l'Uredd au sud-ouest de Fugløyvær à la position géographique de 67° 05′ N, 13° 31′ E et a confirmé qu'il avait touché un champ de mines allemand posé par le poseur de mines allemand Cobra - tuant l'équipage de 34 personnes et six soldats. L'année suivante, le roi Olav V a inauguré un mémorial à la mémoire des personnes perdues à bord de l'Uredd, situé à Grensen. L'épave est officiellement un cimetière militaire.

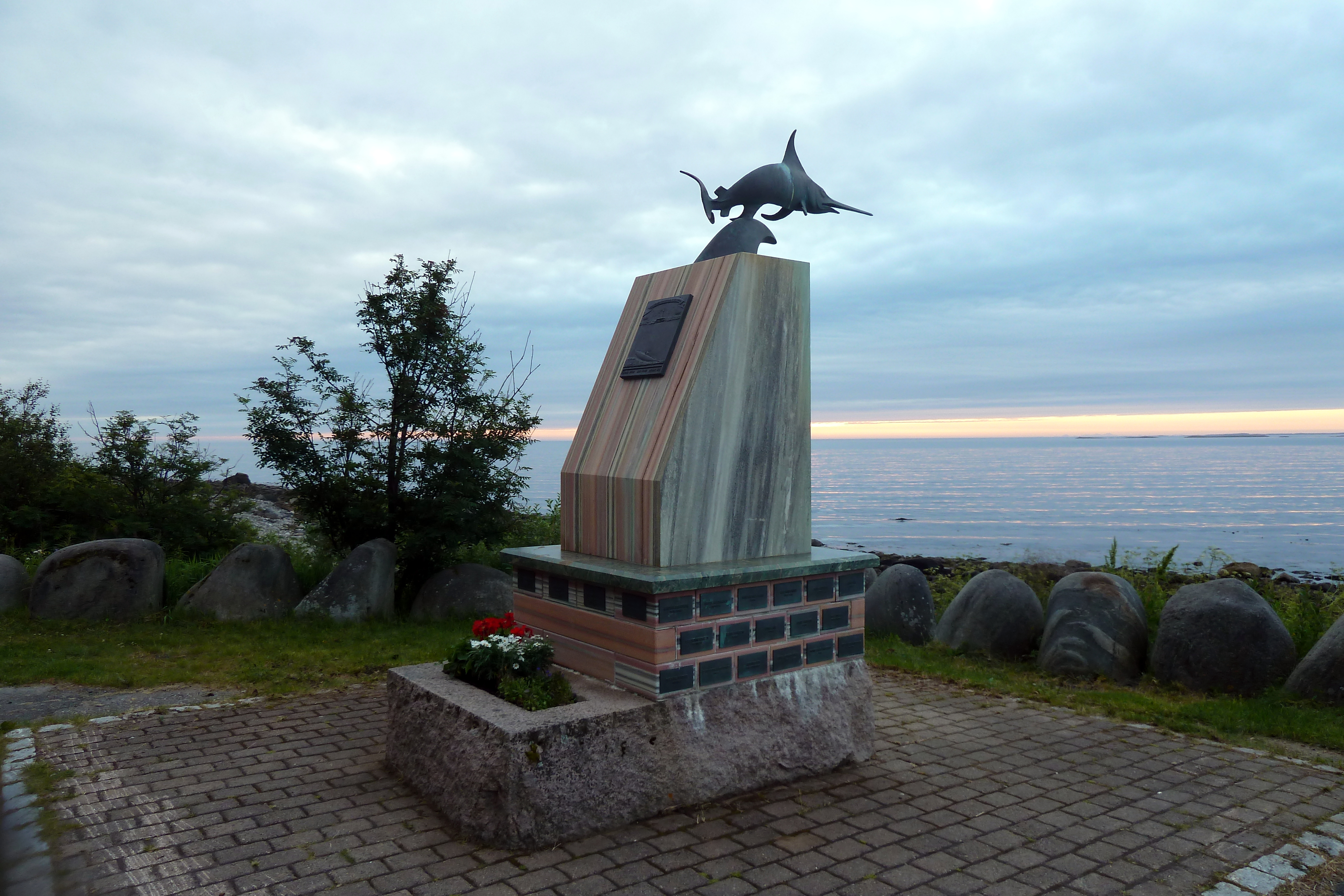
Mémorial à la mémoire des personnes perdues à bord de l'Uredd.

Comme le HNoMS Uredd opérait avec la 9e flottille de sous-marins de la Royal Navy basée à Dundee en Ecosse, son équipage est commémoré sur le Dundee International Submarine Memorial.

## Commandants
- Løytnant  (Lt.) Rolf Quernheim Røren, (RNON) du 30 novembre 1941 au 24 février 1943

RNON: Royal Norwegian Navy